# Salaberry-Soulanges
Salaberry-Soulanges est une ancienne circonscription électorale provinciale située dans la région de la Montérégie (Québec, Canada). Elle est créée en 1988 et abolie en 2001.

## Histoire
Précédée de : Beauharnois et Vaudreuil-Soulanges
Suivie de : Soulanges et Beauharnois
La circonscription est nommée en l'honneur de Charles-Michel d'Irumberry de Salaberry et Pierre-Jacques Joybert de Soulanges, seigneur de Soulanges. La circonscription de Salaberry-Soulanges est créée en 1988 à la suite de la disparition des circonscriptions de Vaudreuil-Soulanges et de Beauharnois. En 2001, la circonscription est abolie, son territoire étant divisé entre la circonscription de Beauharnois, recréée, et la nouvelle circonscription de Soulanges, celle-ci reprenant le nom d'un ancien comté.

## Liste des députés
| Législature                                                         | Années    | Député | Député          | Parti           |
| ------------------------------------------------------------------- | --------- | ------ | --------------- | --------------- |
| Salaberry-Soulanges Créée depuis Beauharnois et Vaudreuil-Soulanges |           |        |                 |                 |
| 34e                                                                 | 1989–1994 |        | Serge Marcil    | Libéral         |
| 35e                                                                 | 1994–1998 |        | Serge Deslières | Parti québécois |
| 36e                                                                 | 1998–2003 |        | Serge Deslières | Parti québécois |
| Dissoute dans Beauharnois et Soulanges                              |           |        |                 |                 |

## Référendums
|  | 1992 | Accord de Charlottetown | 34,89 % | 65,11 % | 39 196 | 85,57 % |
|  | 1995 | Référendum de 1995      | 57,06 % | 42,94 % | 45 682 | 94,27 % |